# Рамат Ган
Рамат Ган (на иврит: רמת גן) е град в Телавивски окръг, Израел. Населението му е 156 277 жители (по приблизителна оценка от декември 2017 г.). Площта му е 12,214 кв. км. Градът е основан през 1921 г. като друг вид населено място. Намира се на 80 м н.в. В градът се намира вторият по брой студенти университет в Израел с 24 000 студента.

## Побратимени градове
- Страсбург (Франция)
- Финикс (Аризона, САЩ)